# Фрезонара
Фрезона̀ра (на италиански: Fresonara; на пиемонтски: Fërsneira, Фърсънейра) е село и община в Северна Италия, провинция Алесандрия, регион Пиемонт. Разположено е на 143 m надморска височина. Населението на общината е 733 души (към 2010 г.).